# Ciclación de Bergman
La ciclación de Bergman o cicloaromatización de Bergman es una reacción orgánica de ciclación que se produce cuando un enodiino se calienta en presencia de un donante de hidrógeno adecuado (esquema 1). Fue descrita por primera vez por el químico estadounidense Robert George Bergman (n. 1942). El producto de la reacción es un derivado del benceno.

Esquema 1. Ciclización de Bergman

La reacción procede por una pirólisis (por encima de 200 °C) formando un 1,4-dideshidrobenceno de corta duración y muy reactivo. Este intermediario reacciona con un donante de hidrógeno, por ejemplo 1,4-ciclohexadieno, que se convierte en benceno. Si a la reacción se le añade tetracloruro de carbono, el producto de la reacción es 1,4-diclorobenceno, y si se detiene con metanol, el producto es alcohol bencílico.
Cuando el enodiino es endocíclico en un ciclo grande, por ejemplo en el caso del ciclodeca-3-eno-1,5-diino en el esquema 2 (10 miembros), debido a la baja tensión de los enlaces en el reactivo, la reacción es posible a una temperatura mucho más baja (37 °C).

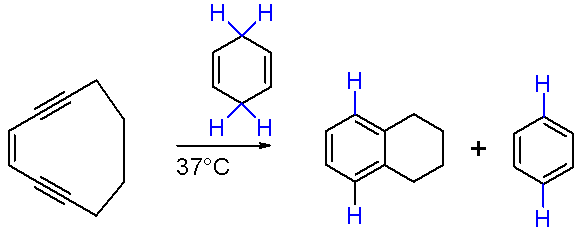
Esquema 2. Reacción de Bergman para el ciclodeca-3-eno-1,5-diino

Existen compuestos de origen natural, tales como la caliqueamicina, que contienen el mismo anillo de 10 miembros y se ha encontrado que son citotóxicos. Estos compuestos generan el birradical intermedio descrito anteriormente que puede causar cortes en cadenas simples o dobles de ADN. Hay medicamentos novedosos que tratan de hacer uso de esta propiedad, incluyendo anticuerpos monoclonales, por ejemplo el Mylotarg.

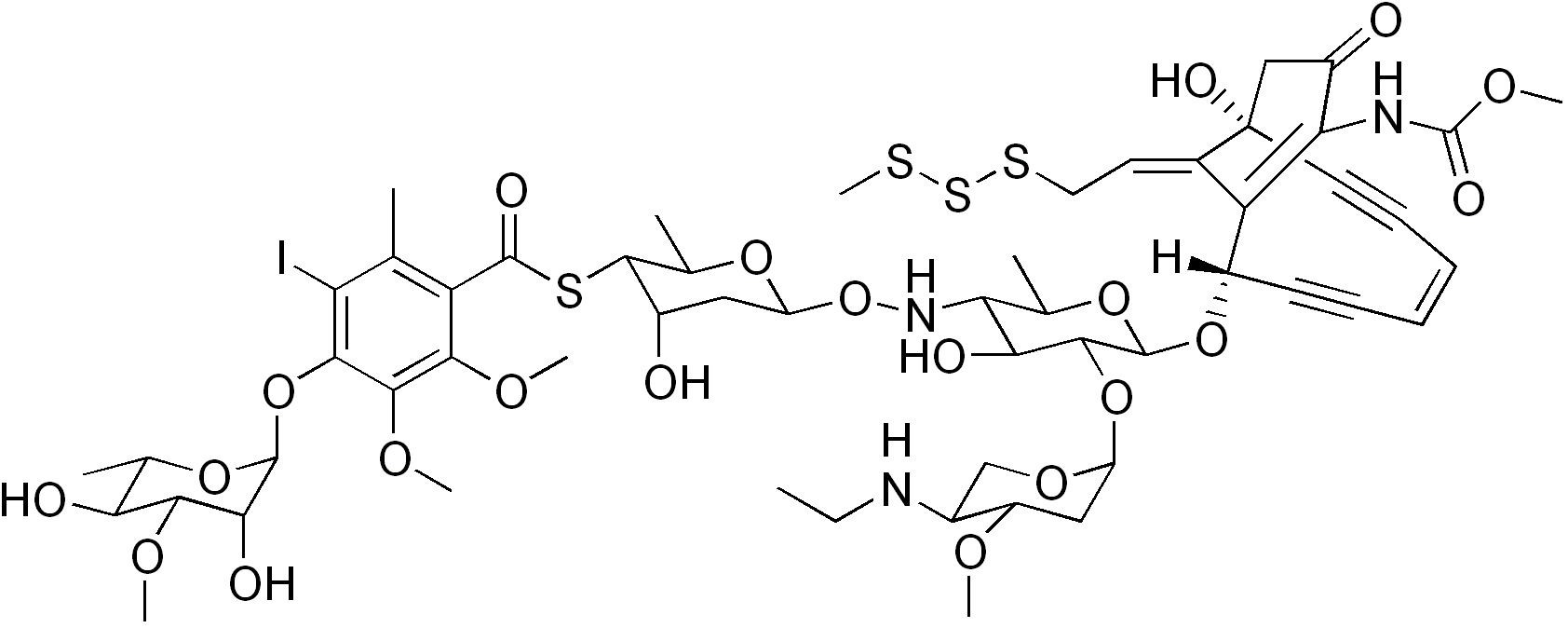
Caliqueamicina

Un mecanismo de formación de birradicales es propuesto para la formación de ciertas biomoléculas que se encuentran en los esporólidos (Presentes en la bacteria marina Salinispora tropica), los cuales presentan un sustituyente de clorofenilo como parte de su estructura. En este mecanismo, un cloruro inorgánico (como cloruro de sodio o cloruro de magnesio) proporciona el halógeno. 

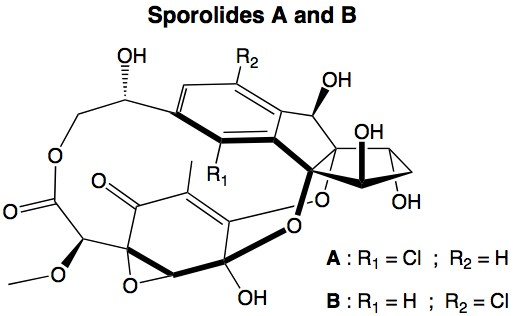
Esporólidos A y B

Una reacción homóloga a la anterior se lleva a cabo con el ciclodeca-3-eno-1,5-diino, bromuro de litio como fuente de halógeno y ácido acético como fuente de hidrógeno, empleándose DMSO como solvente a 37 °C. Esta reacción apoya la teoría de la biosíntesis del anillo clorobencénico.
Se ha encontrado que la reacción es de primer orden para el enodiino, con la formación de A (1,4-dideshidrobenceno) como el paso determinante de la reacción. Los iones halogenuro donan sus dos electrones en la formación de un nuevo enlace Br-C y se cree que los electrones de los radicales implicados se convierten en un enlace transitorio C1-C4 formando el anión B. Dicho anión es una base huy fuerte, desprotonando incluso al DMSO, hasta llegar al producto final. El dibromuro o la dihidrotetralona nunca se forman. 
En un artículo publicado en portada en la revista Nature Chemistry, AOP 25 Jan 2016, científicos de IBM Research en Zürich y del CiQUS (Centro Singular de Investigación) de la Universidad de Santiago de Compostela han observado por primera vez a escala atómica un reagrupamiento molecular conocido como la ciclación de Bergman, una reacción descrita por primera vez en 1972 por el químico norteamericano Robert G. Bergman.